# Бошан (Манш)
Бошан (фр. Beauchamps) насеље је и општина у северној Француској у региону Доња Нормандија, у департману Манш која припада префектури Авранш.
По подацима из 2011. године у општини је живело 376 становника, а густина насељености је износила 91,71 становника/km². Општина се простире на површини од 4,1 km². Налази се на средњој надморској висини од 103 метара (максималној 136 m, а минималној 52 m).

## Демографија
| 1962. | 1968. | 1975. | 1982. | 1990. | 1999. | 2011. |
| ----- | ----- | ----- | ----- | ----- | ----- | ----- |
| 313   | 348   | 314   | 299   | 314   | 354   | 376   |

График промене броја становника у току последњих година